# Административно деление на Гвинея
Гвинея е разделена на 8 региона, като всеки от регионите се поделя на префектури. Префектурите са общо 34.
Региони:
- Боке
- Конакри
- Фарана
- Канкан
- Киндия
- Лабе
- Маму
- Нзерекоре